# Michel Labourdette
Michel Labourdette, též Marie-Michel Labourdette, O.P. (26. června 1908 – 26. října 1990) byl francouzský dominikán, morální teolog. V letech 1936–1954 byl šéfredaktorem Revue thomiste.

## Dílo
- Le péché originel et les origines de l’homme (Prvotní hřích a počátky člověka), Paris, Alsatia 1953
- L’Espérance (Naděje), Parole et Silence, 2012
- Cours de théologie morale (Kurz morální teologie), Parole et Silence, 2012
- La foi (Víra), Parole et Silence, 2015
- Les actes humains (Lidské činy), Parole et Silence, 2016
- La charité (Láska), Parole et Silence, 2016
- La prudence (Rozvážnost), Parole et Silence, 2016
- Vices et peches (Neřesti a hříchy), Parole et Silence, 2017
- Habitus et vertus (Zvyky a ctnosti), Parole et Silence, 2017
- La justice (Spravedlnost), Parole et Silence, 2018
- La religion (Náboženství), Parole et Silence, 2018
- La loi (Zákon), Parole et Silence, 2019